# Florestan

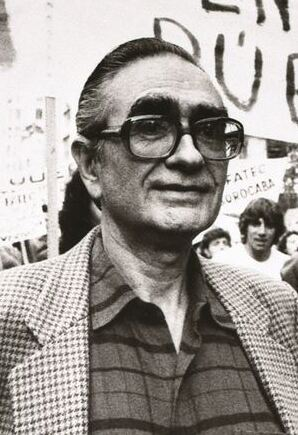
Florestan Fernandes

Florestan är ett tyskt mansnamn. Ursprunget är troligen latinska florescere (börjar att blomma).
I juli 2025 fanns det 2 personer med namnet i Sverige.

## Personer
- Florestan I av Monaco (1785–1856), regerande furste av Monaco
- Florestan Fernandes (1920–1995), brasiliansk sociolog och politiker

## Fiktiva personer
- Florestan och Eusebius, ett brödrapar i Robert Schumanns musikkritik